# Tour della nazionale maschile di rugby a 15 del Sudafrica 1994
Nel 1994, quasi a recuperare il tempo perduto ai tempi dell'apartheid, la nazionale di rugby union del Sudafrica effettua due tour: il primo in Nuova Zelanda, il secondo in Europa

## Il Tour in Nuova Zelanda
Gli Springboks tornano in Nuova Zelanda, 13 anni dopo il contestato tour del 1981. BIlancio dei test: tre match con gli All Blacks con due sconfitte e un pareggio.

### La squadra
- Coach: Ian McIntosh
- Assistant Coach: Gysie Pienaar
- Manager: Jannie Engelbrecht
- Capitano: François Pienaar
- Tre Quarti

Gavin Johnson, Andre Joubert, Theo van Rensburg, Chris Badenhorst, James Small, JF (Cabous) van der Westhuizen, Chester Williams, Jannie Claassens, Francois Meiring, Japie Mulder, Pieter Muller, Brendan Venter, Hennie le Roux, Lance Sherrell, Johan Roux, Joost van der Westhuizen
- Avanti

Adriaan Richter, Tiaan Strauss, Wahl Bartmann, Ruben Kruger, François Pienaar, Rudolf Straeuli, Fritz van Heerden, Mark Andrews, Stephen Atherton, Adrian Geldenhuys, Krynauw Otto, George Wegner, Kobus Wiese, Keith Andrews, Guy Kebble, Ollie le Roux, Johan le Roux, Balie Swart

### I match
| Arbitro: | D. Bishop |

|              |      |                                                                  |
| meta tecnica | mt   | Wiese, Otto J.F.van der Westhuizen, Straeuli meta tecnica. Small |
| The Huia     | tr   | Van Rensburg 3, Sherrell 2                                       |
| Daly         | c.p. | Sherrell 2                                                       |

| Arbitro: | R.Hill |

|                |      |                                      |
| Foai, Barchard | mt   | Roux 2, H.le Roux B.Venter, Straeuli |
| Love 2         | tr   | A.Joubert 3                          |
| Love 4         | c.p. | A.Joubert 2                          |

| Arbitro: | Paddy O'Brien |

|                |      |                                         |
| Doyle 2, Umaga | mt   | Van Rensburg 2, Allan B.Venter, Strauss |
| Moncrieff      | tr   | Van Rensburg                            |
| Moncrieff 3    | c.p. | Van Rensburg 3                          |

| Arbitro: | J. Taylor |

|               |      |                                                   |
| Todd, Stodard | mt   | Badenhorst 3, Richter 2 Classens, Atherton Kruger |
| Culhane       | tr   |                                                   |
| Culhane       | c.p. |                                                   |

| Arbitro: | R.Ross |

|                      |    |                                                                                                   |
| Todd 2, meta tecnica | mt | JH van der Westhuizen, Classens Mering, Strauss, Sherrell 2 Badenhorst 2, Van Rensburg 2 Williams |
| Laney 2              | tr | Sherrell 3, van Rensburg 3                                                                        |

La Nuova Zelanda, è reduce da una doppia sconfitta con la Francia, dunque gli All Blacks sono assai motivati a vincere un match assai duro, deciso da una meta di John Kirwan.
| Arbitro: | Brian Stirling |

| |            | |
| Kirwan | mt         | Straeuli |
| Howarth | tr         | |
| Howarth 5 | c.p.       | Joubert 3 |
| 15.Shane Howarth, 14.John Kirwan, 13.Frank Bunce, 12.Alama Ieremia, 11.John Timu, 10.Stephen Bachop, 9.Graeme Bachop, 8.Zinzan Brooke, 7.Mike Brewer, 6.Blair Larsen, 5.Ian Jones, 4.Mark Cooksley, 3.Richard Loe, 2.Sean Fitzpatrick (cap.), 1.Olo Brown - Sostituti: Arran Pene, Craig Dowd | Formazioni | 15.Andre Joubert, 14.James Small, 13.Pieter Muller, 12.Brendan Venter, 11.Chester Williams, 10.Hennie le Roux, 9.Johan Roux, 8.Adriaan Richter, 7.Rudolf Straeuli, 6.Tiaan Strauss (cap.), 5.Steve Atherton, 4.Mark Andrews, 3.Johan le Roux, 2.John Allan, 1.Balie Swart - Sostituti: Guy Kebble |

| Arbitro: | B.Smallbridge |

|              |      |              |
|              | mt   | Van Rensburg |
| Van Rensburg | tr   |              |
| Crowley 4    | c.p. | Van Rensburg |
|              | drop | Van Rensburg |

| Arbitro: | Colin Hawke |

|                  |      |                              |
| Warlow, Cooksley | mt   | Small2, Mulder Venter, Allan |
| Cooper 2         | tr   | Joubert 5                    |
| Cooper 2         | c.p. | Joubert                      |

| Arbitro: | Steve Walsh |

|                |      |                                                                              |
| Hurunui, Izatt | mt   | Badenhorst 2, JH van der Westhuizen J.F.van der Westhuizen, Classens Le Roux |
| Holland        | tr   | Van Rensburg 4                                                               |
| Holland 2      | c.p. | Van Rensburg 3                                                               |
| Holland        | drop |                                                                              |

Due mete nei primi due minuti danno agli All Blacks la vittoria nel matche nella serie di test . Da segnalare il brutto gesto di Johan le Roux che colpisce Sean Fitzpatrick ad un orecchio , ferendolo. L'arbitroche non ha visto la scena lo grazie. Le Roux sarà cacciato dalla squadra il giorno dopo.
| Arbitro: | Brian Stirling |

| |            | |
| Z. Brooke, Timu | mt         | |
| Howarth | c.p.       | van Rensburg 3 |
| 15.Shane Howarth, 14.John Kirwan, 13.Frank Bunce, 12.Alama Ieremia, 11.John Timu, 10.Stephen Bachop, 9.Graeme Bachop, 8.Zinzan Brooke, 7.Mike Brewer, 6.Blair Larsen, 5.Mark Cooksley, 4.Robin Brooke, 3.Olo Brown, 2.Sean Fitzpatrick (cap.), 1.Richard Loe - Sostituti: Walter Little, Jamie Joseph | Formazioni | 15.Theo van Rensburg, 14.James Small, 13.Japie Mulder, 12.Brendan Venter, 11.Chester Williams, 10.Hennie le Roux, 9.Johan Roux, 8.Adriaan Richter, 7.François Pienaar (cap.), 6.Tiaan Strauss, 5.Steve Atherton, 4.Mark Andrews, 3.Johan le Roux, 2.John Allan, 1.Guy Kebble - Sostituti: Andre Joubert |

| Arbitro: | G.Wahlstrom |

|          |      |                                      |
| Leslie   | mt   | Joost van der Westhuizen, H. le Roux |
| Wilson   | tr   | H. le Roux                           |
| Wilson 4 | c.p. |                                      |

| Arbitro: | A. Riley |

|                   |      |           |
| Mayerhofler       | mt   | Mulder 2  |
|                   | tr   | Joubert   |
| Andrew Mehrtens 2 | c.p. | Joubert 3 |

| Arbitro: | M. Fitzgibbon |

|                    |      |                                                |
| Winiata, Sinkinson | mt   | J.van der Westhuizen, Kebble Sherrell, Meiring |
| Stone              | tr   | Johnson 2                                      |
|                    | c.p. | Johnson 3                                      |

L'indisciplina costa cara agli Springboks: malgrado abbiano chiuso il primo tempo in vantaggio, sei calci centrati da Howarth, dopo ben 18 falli fischiati dall'arbitro gallese Yeman, permettono agli All Blacks di pareggiare.
| Arbitro: | Robert Yeman |

| |            | |
| | mt         | Johnson, Venter |
| | tr         | Johnson |
| Howarth 6 | c.p.       | Johnson 2 |
| 15.Shane Howarth, 14.John Kirwan, 13.Frank Bunce, 12.Alama Ieremia, 11.John Timu, 10.Stephen Bachop, 9.Graeme Bachop, 8.Zinzan Brooke, 7.Mike Brewer, 6.Blair Larsen, 5.Ian Jones, 4.Robin Brooke, 3.Olo Brown, 2.Sean Fitzpatrick (cap.), 1.Richard Loe - Sostituti: Michael Jones | Formazioni | 15.Andre Joubert, 14.Gavin Johnson, 13.Japie Mulder, 12.Brendan Venter, 11.Chester Williams, 10.Hennie le Roux, 9.Johan Roux, 8.Fritz van Heerden, 7.Adriaan Richter, 6.François Pienaar (cap.), 5.Steve Atherton, 4.Mark Andrews, 3.Keith Andrews, 2.John Allan, 1.Balie Swart - Sostituti: James Small |

## Il Tour nelle Isole Britanniche
Gli Springboks centrano due successi nei test match e cedono solo ai Barbarians e alla Scozia "A" in un "mid-week game"

### Risultati
| Cardiff 22 ottobre 1994 | Cardiff RFC | 6 – 11 | Sudafrica XV | Arms Park |

| Newport 26 ottobre 1994 | Galles A | 13 – 25 | Sudafrica XV |  |

| Llanelli 29 ottobre 1994 | Llanelli | 12 – 30 | Sudafrica XV | Stradey Park |

| Neath 2 novembre 1994 | Neath | 13 – 16 | Sudafrica XV | The Gnoll |

| Swansea 5 novembre 1994 | Swansea | 7 – 78 | Sudafrica XV | St. Helens |

| Melrose 9 novembre 1994 | Scozia A | 17 – 15 | Sudafrica XV |  |

| Glasgow 12 novembre 1994 | Scottish Combined Dist | 6 – 33 | Sudafrica XV |  |

| Aberdeen 15 novembre 1994 | Scottish Select. | 10 – 35 | Sudafrica XV | Old Anniesland |

| Arbitro: | Owen Doyle |

| |            | |
| Stanger | mt         | Mulder, Straeuli van der Westhuizen 2, Williams |
| G.Hasting | tr         | Joubert 3 |
| G.Hasting | c.p.       | Joubert |
| 15.Gavin Hastings (cap.), 14.Tony Stanger, 13.Scott Hastings, 12.Graham Shiel, 11.Kenny Logan, 10.Craig Chalmers, 9.Derrick Patterson, 8.Doddie Weir, 7.Iain Morrison, 6.Dave McIvor, 5.Andy Reed, 4.Jeremy Richardson, 3.Paul Burnell, 2.Kenny Milne, 1.Alan Sharp - Non entrati : Craig Joiner, Ian Jardine, Graeme Burns, Rob Wainwright, Peter Wright, Kevin McKenzie | Formazioni | 15.Andre Joubert, 14.Pieter Hendriks, 13.Pieter Muller, 12.Japie Mulder, 11.Chester Williams, 10.Hennie le Roux, 9.Joost van der Westhuizen, 8.Rudolf Straeuli, 7.Ruben Kruger, 6.François Pienaar (cap.), 5.Phillip Schutte, 4.Mark Andrews, 3.Tommy Laubscher, 2.Uli Schmidt, 1.Os du Randt - Non entrati : Kevin Putt, Joël Stransky, Gavin Johnson, Balie Swart, Tiaan Strauss, James Dalton |

| Pontypridd 22 novembre 1994 | Pontypridd | 3 – 9 | Sudafrica XV |  |

| Arbitro: | Didier Mené |

| |            | |
| | mt         | Straeuli, Williams Joubert |
| | tr         | le Roux |
| N. Jenkins 4 | c.p.       | le Roux |
| 15.Tony Clement, 14.Wayne Proctor, 13.Mike Hall, 12.Mark Taylor, 11.Simon Hill, 10.Neil Jenkins, 9.Rupert Moon, 8.Emyr Lewis, 7.Richie Collins, 6.Hemi Taylor, 5.Gareth Llewellyn (cap.), 4.Derwyn Jones, 3.John Davies, 2.Garin Jenkins, 1.Ricky Evans - Sostituti: Robin McBryde - Non entrati : Matt Back, Adrian Davies, Paul John, Phil Davies, Mike Griffiths | Formazioni | 15.Andre Joubert, 14.Pieter Hendriks, 13.Pieter Muller, 12.Japie Mulder, 11.Chester Williams, 10.Hennie le Roux, 9.Joost van der Westhuizen, 8.Rudolf Straeuli, 7.Ruben Kruger, 6.François Pienaar (cap.), 5.Phillip Schutte, 4.Mark Andrews, 3.Tommy Laubscher, 2.Uli Schmidt, 1.Os du Randt - Non entrati : Kevin Putt, Joël Stransky, Gavin Johnson, James Dalton, Balie Swart, Tiaan Strauss |

| Belfast 29 novembre 1994 | Combined Provinces | 19 – 54 | Sudafrica XV | Ravenhill |

| Dublino 3 dicembre 1994 | Barbarians | 23 – 15 | Sudafrica XV | Lansdowne Road |